# Thủy điện An Điềm
Thủy điện An Điềm là thủy điện xây dựng trên dòng Sông Vàng ở vùng đất xã Ba huyện Đông Giang và xã Đại Lãnh huyện Đại Lộc tỉnh Quảng Nam, Việt Nam.
Năm 2020 Thủy điện An Điềm có hai bậc với tổng công suất lắp máy 21 MW, sản lượng điện hàng năm khoảng 103 triệu KWh.
- Thủy điện An Điềm (1) công suất lắp máy 5,4 MW, sản lượng điện hàng năm 25 triệu KWh, xây dựng tại xã Đại Lãnh huyện Đại Lộc, khởi công năm 1984, hoàn thành tháng 6/1991.[3]

- Thủy điện An Điềm 2 công suất lắp máy 15,6 MW, sản lượng điện hàng năm 78,3 triệu KWh, xây dựng tại xã Ba huyện Đông Giang, khởi công 2007, hoàn thành tháng 10/2010.15°55′58″B 107°54′12″Đ / 15,932876°B 107,903381°Đ

Thủy điện An Điềm (1) là "đứa con đầu lòng" của ngành thủy điện miền Trung đầu những năm 80 của thế kỷ trước. Công trình là niềm tự hào của các thế hệ cán bộ, kỹ sư đã và đang làm việc tại nhà máy, bắt đầu xây dựng nhà máy và ngành với nhiều khó khăn gian khổ. Tại công trình đã có 10 chiến sĩ quân đội và công nhân hy sinh, và năm 2017 đã xây dựng đài tưởng niêm các liệt sỹ.

## Sông Vàng
Sông Vàng là phụ lưu cấp 1 của Sông Kôn trong thủy vực của sông Vu Gia, chảy ở các huyện Đông Giang và Đại Lộc, tỉnh Quảng Nam.
Sông Vàng bắt nguồn từ suối ở vùng núi cao trên 1500 m ở phần tây bắc xã Tư, giáp với huyện Phú Lộc, Thành phố Huế, với điểm cao nổi bật là Núi Mang cao 1708 m. 16°03′21″B 107°48′58″Đ / 16,055936°B 107,816215°Đ
Sông từ sườn đông nam Núi Mang, chảy uốn lượn về hướng đông nam tới trung tâm hành chính xã Tư. Từ đó sông chảy hướng nam, tới xã Đại Lãnh thì đổ vào Sông Kôn. 15°53′02″B 107°52′34″Đ / 15,883995°B 107,876228°Đ